# Ferdinand Albert Pax
Ferdinand Albert Pax (* 30. Dezember 1885 in Breslau; † 11. September 1964 in Bad Honnef) war ein deutscher Zoologe mit dem Spezialgebiet Meeresbiologie.

## Werdegang
Der Sohn des Botanikers Ferdinand Albin Pax (1858–1942) studierte ab 1904 an der Schlesischen Friedrich-Wilhelms-Universität Breslau Naturwissenschaft mit Schwerpunkt Zoologie. Zwei Semester absolvierte er an der Universität Zürich. Kurse in mariner Zoologie belegte er unter anderem an der Zoologischen Station in Triest und am Institut für Meereskunde in Bergen (Norwegen). Mit einer Doktorarbeit über Actiniidae wurde er 1907 in Breslau zum Dr. phil. promoviert. Als Assistent am Zoologischen Institut Breslau beschäftigte Pax sich vorwiegend mit der Fauna Schlesiens und mit marinen Blumentieren. Viele Studienaufenthalte verbrachte er an Zoologischen Stationen am Mittelmeer.
1910 habilitierte er sich an der Universität Breslau mit der Schrift Studien an westindischen Aktinien. 1912 wurde er zum Kustos des Zoologischen Instituts und des Museums der Universität Breslau. 1916 wurde er Mitglied der Kaiserlich-Deutschen Landeskundlichen Kommission für das Generalgouvernement Warschau im Reichskolonialamt.
In den Jahren 1934 bis 1943 untersuchte Pax mit seinen Studenten Thermal- und Mineralquellen auf ihre Fauna. Auf seine Initiative hin wurde 1933 die Biologische Station Hofeberg in der Grafschaft Glatz gegründet. 1946 kam Pax nach Bad Grund (Harz). 1948 wurde er Direktor des Instituts für Meeresforschung in Bremerhaven. Am 1. Januar 1951 wurde er mit Erreichen des 65. Lebensjahres pensioniert.
Pax verlagerte seinen Lebenswohnsitz nach Köln und publizierte in den Folgejahren bis zu seinem Tod eine Vielzahl seiner Forschungsergebnisse. Insgesamt hat Pax 255 wissenschaftliche Arbeiten veröffentlicht. 1962 zog Pax von Köln nach Bad Honnef, wo er im 79. Lebensjahr starb und auf dem Neuen Friedhof beigesetzt wurde.
Zwischen 1942 und 1952 war Pax zeitweise auch für den Meeresforscher Hans Hass gegen Honorar tätig. Hass sandte ihm während seiner Expeditionen gesammelte Korallenstöcke und Unterwasserphotos und Pax bestimmte die zoologische Art. Die entsprechende Korrespondenz ist im Hans-Hass-Institut archiviert.

## Werke (Auswahl)
- Korallen. Berlin 1928.
- Beiträge zur Biologie des Glatzer Schneeberges. Breslau 1939.
- Die Anthozoenfauna der Adria. Split, Institut für Ozeanographie und Fischerei 1962.
- Meeresprodukte. Ein Handwörterbuch der marinen Rohstoffe. Berlin 1962.